# Убийство Георгия Гонгадзе
Убийство украинского журналиста Георгия Гонгадзе произошло 17 сентября 2000 года. Его тело без головы было найдено 2 ноября 2000 года в Таращанском лесу примерно в 100 километрах от Киева.
Большинство исследователей считает, что тогдашний президент Украины Леонид Кучма приказал тогдашнему министру МВД Юрию Кравченко похитить и силой выдворить Гонгадзе из Украины в Чечню. Остаётся неясным, кто и почему приказал убить Гонгадзе.
28 ноября 2000 года лидер Социалистической партии Украины Александр Мороз заявил на заседании парламента, что располагает аудиозаписями, которые указывают на причастность высшего руководства Украины к убийству Гонгадзе. Как утверждается, записи сделал майор Николай Мельниченко — сотрудник службы охраны президента Леонида Кучмы. Тогдашний президент Украины Леонид Кучма категорически отверг обвинения в свой адрес.
В начале марта 2005 года новоизбранный президент Украины Виктор Ющенко объявил о раскрытии дела Гонгадзе. В июне того же года генеральный прокурор Святослав Пискун сообщил, что высокопоставленные сотрудники милиции, обвиняемые в убийстве журналиста, признали себя виновными. 19 декабря 2005 года начался судебный процесс над обвиняемыми — Валерием Костенко, Николаем Протасовым и Александром Поповичем. Главным исполнителем убийства следствие посчитало генерала МВД Алексея Пукача, находящегося в розыске. Заказчики убийства Гонгадзе установлены не были.
Собрал доказательства о причастности Пукача к убийству Гонгадзе и участвовал в его аресте следователь Юрий Столярчук, который входил в следственно-оперативную группу по расследованию этого резонансного убийства. Именно в кабинете Столярчука впервые задержали Пукача. Это произошло в октябре 2003-го. Тогда Пукачу инкриминировали уничтожение документов службы внешнего наблюдения, которая следила за Гонгадзе.
В марте 2008 года Апелляционный суд Киева вынес приговор троим исполнителям убийства журналиста (ни один из фигурантов дела обвиняемых полностью свою вину не признал). Костенко и Попович получили по 12 лет тюрьмы, Протасов был приговорён к 13 годам тюремного заключения. Пукач, который, по данным следствия, руководил действиями трёх милиционеров, был задержан в июле 2009 года в Житомирской области.
29 января 2013 года Алексей Пукач был приговорён к пожизненному лишению свободы. В приговоре было отмечено, что Пукач получил приказ убить Гонгадзе лично от тогдашнего министра внутренних дел Юрия Кравченко, который, по официальной версии, застрелился в 2005 году. После оглашения приговора Пукач заявил, что согласится с ним лишь в том случае, если в одной клетке с ним окажутся Леонид Кучма и Владимир Литвин. Семья Гонгадзе убеждена, что заказчики убийства остались безнаказанными.
Мельниченко, который, как утверждается, записал аудио переговоров Кучмы, работал на руководство украинских служб безопасности, а позднее сотрудничал с их российскими коллегами. В результате «кучмагейта» ослабло политическое влияние Кучмы и ухудшились его отношения с США, чем воспользовался президент России Путин — Кучма согласился на участие Украины в мероприятиях экономической реинтеграции стран бывшего СССР.

## Похищение и убийство
Вечером 16 сентября 2000 года журналист и основатель интернет-издания «Украинская правда» Георгий Гонгадзе исчез после того, как покинул квартиру Алёны Притулы, главного редактора этого же издания. Последний раз Притула видела его около 22:30, когда он направлялся домой к жене и детям. С тех пор никто Гонгадзе больше не видел. Обезглавленное тело, предположительно, принадлежащее Гонгадзе, было найдено 2 ноября 2000 года в неглубокой яме примерно в 100 км от Киева.

## Установленные детали убийства
Подробности убийства стали известны из приговора Печерского суда Киева от 29 января 2009 года. Согласно материалам уголовного дела, убийство было совершено в ночь на 17 сентября 2000 года в лесу в Киевской области сотрудниками милиции Протасовым, Поповичем, Костенко и Пукачом.
Примерно в полночь Попович, по указанию Пукача, недалеко от места остановки автомобиля, в котором уже находился Гонгадзе, выкопал лопатой яму приблизительной шириной 70 см и глубиной метр. В это время Протасов и Костенко оставались в служебном автомобиле Hyundai Sonata, удерживая Гонгадзе. Далее Протасов, Костенко, Попович и Пукач вывели Гонгадзе, сняли с него куртку, уложили на землю и сняли с него ботинки. После этого Костенко связал верёвкой руки и ноги Гонгадзе. Пукач, Протасов и Костенко отнесли связанного Гонгадзе к выкопанной яме и уложили лицом вниз. Костенко, по указанию Пукача, обыскал Гонгадзе, забрал у него из заднего кармана ключи и передал их Пукачу.
После этого его положили лицом вверх. Гонгадзе начал просить не убивать его. Пукач запихнул в рот Гонгадзе носовой платок и начал руками сдавливать его горло и шею, а Протасов держал Гонгадзе за плечи. Поскольку так задушить Гонгадзе не удалось, Попович вытащил из брюк Гонгадзе ремень и передал его Пукачу. Пукач набросил его на шею Гонгадзе, упёрся коленями в область груди и начал затягивать. В это время Протасов держал Гонгадзе за правое плечо, а Костенко — за ноги. Гонгадзе набрал в лёгкие воздуха. По указанию Пукача Попович для того, чтобы заставить Гонгадзе выдохнуть воздух, нанёс несколько ударов в область живота. После полученных ударов Гонгадзе выдохнул. Из-за сдавливания шеи петлёй ремня Гонгадзе был сломан кадык. Начались конвульсии. Протасов и Костенко держали Гонгадзе за ноги до самой смерти.
Гонгадзе умер около 01:00 17 сентября. Удостоверившись, что он мёртв, Пукач, Протасов и Костенко сбросили его тело в яму. С целью скрыть совершение преступления они взяли из автомобиля канистру с бензином, облили тело и подожгли. Когда огонь погас, Пукач, Протасов, Костенко и Попович забросали яму с телом землёй и замаскировали травой.
В октябре 2000 года Пукач с целью скрыть преступление ещё раз прибыл на место захоронения Гонгадзе, выкопал его и отвёз в лесничество Таращанского района Киевской области. С помощью топора он отчленил голову от тела, закопав обезглавленное тело и отдельно голову.

## Кассетный скандал
28 ноября 2000 года, через два месяца после исчезновения Гонгадзе, лидер Социалистической партии Александр Мороз проинформировал парламент и журналистов о том, что он обладает тайными записями разговоров президента Кучмы и высокопоставленных правительственных чиновников, которые проливают свет на убийство Гонгадзе. По словам Мороза, в беседах, записанных сотрудником службы охраны президента Николаем Мельниченко, участвуют Кучма и его ближайшие помощники — глава администрации президента Владимир Литвин, министр внутренних дел Юрий Кравченко и глава СБУ Леонид Деркач, которые обсуждают деятельность Гонгадзе и решают, что с ним делать.
Мороз заявил, что эти беседы дают основание считать, что президент причастен к исчезновению Гонгадзе. Кучма отверг любую свою причастность к исчезновению Гонгадзе. Международные эксперты оказались неспособными установить подлинность записей. 29 января 2013 года суд по делу Пукача решил, что показания Мельниченко и его записи не могут быть доказательством по делу об убийстве Гонгадзе.

## Начало расследования
27 февраля 2001 года Генеральная прокуратура Украины признала факт смерти Георгия Гонгадзе и возбудила дело по статье «Умышленное убийство».
В марте года в газете Financial Times Джордж Сорос призвал президента Кучму временно уйти с должности и отдать власть премьеру Виктору Ющенко на время расследования дела Гонгадзе.
15 мая года Леонид Кучма заявил, что знает имена убийц. На следующий день министр внутренних дел Юрий Смирнов объявил, что убийство не имеет политических мотивов и совершено «из хулиганских побуждений» двумя уголовниками, погибшими в декабре 2000 года.
3 сентября 2002 года генпрокуратура Украины признала, что тело, найденное в Таращанском лесу, принадлежит Георгию Гонгадзе.
В 2002—2003 годах расследование гибели Гонгадзе возглавлял заместитель генпрокурора Украины Виктор Шокин, который ещё тогда заявлял о причастности к убийству журналиста сотрудников МВД Украины.
22 октября 2003 года генеральный прокурор Святослав Пискун подписал ордер на арест генерала милиции Алексея Пукача и объявил, что расследование близится к завершению. Начальник департамента внешнего наблюдения МВД Украины генерал Пукач попал в поле зрения прокуратуры после того, как в ходе расследования выяснилось, что его подразделение вело слежку за журналистом. Генерала задержали в его рабочем кабинете и предъявили обвинение в злоупотреблении властью, что вызвало недовольство президента Кучмы; 29 октября последний уволил генерального прокурора Святослава Пискуна и его заместителя Шокина; следственную группу переформировали, а Пукача выпустили на свободу, сняли с него все обвинения и отправили на пенсию. Генерал Пукач был выпущен из-под ареста в ноябре 2003 года и до 21 июля 2009 года находился в международном розыске.
В июне 2004 года британская газета The Independent опубликовала материалы следствия, которые содержали показания заместителя главы Управления по борьбе с организованной преступностью Киевской области Игоря Гончарова, арестованного в 2003 году по обвинению в убийстве других лиц и скончавшегося в заключении в августе того же года, о том, что похищение и убийство Гонгадзе было осуществлено подконтрольными бандитами по указанию МВД, а именно, по приказу министра Юрия Кравченко от имени президента страны.

## Оранжевая революция и возобновление расследования
В дни «оранжевой революции», в декабре 2004 года, Пискун оспорил своё увольнение в суде, добился восстановления в должности генерального прокурора, привёл с собой старую команду и возобновил расследование. Служба безопасности Украины объявила в розыск Алексея Пукача, который, как сообщил Святослав Пискун, является ключевым подозреваемым и свидетелем в «деле Гонгадзе».
Сам новоизбранный президент Украины Виктор Ющенко не раз заявлял, что считает «делом чести» наказание убийц журналиста.
Генеральный прокурор Святослав Пискун объявил, что за помощь в поимке убийц правоохранительные органы готовы выплатить 5 млн гривен (приблизительно 620 тыс. долларов). Заплатят также тому, кто найдёт голову погибшего журналиста (пока найдено лишь обезглавленное тело). Одновременно сотрудникам милиции, которые признаются в причастности к убийству, обещана амнистия. Таким образом прокуратура официально признала, что к убийству Георгия Гонгадзе, скорее всего, в той или иной мере причастны многие сотрудники милиции.
К ответственности, однако, привлекут не всех. «Если они не связаны непосредственно с убийством, я обещаю, что они останутся на свободе и в правоохранительных органах», — заявил новый министр внутренних дел Юрий Луценко. «Мы даём абсолютную гарантию неприкосновенности, защиты всех прав человеку, который нам поможет раскрыть убийство Гонгадзе», — подтвердил Святослав Пискун. Луценко сменил весь руководящий состав МВД и назначил служебное расследование по факту незаконного негласного наблюдения за журналистом.
1 марта 2005 года Виктор Ющенко официально заявил, что убийцы Георгия Гонгадзе задержаны. Раньше, по мнению президента, правоохранительные органы не могли раскрыть убийство Гонгадзе, поскольку «предыдущая власть не только не обладала политической волей для его раскрытия», но и «была крышей для убийц». По словам Виктора Ющенко, ему теперь стало понятно, почему при предыдущем генеральном прокуроре страны Геннадии Васильеве убийство не было раскрыто, а следственная группа по этому делу была распущена.
Президент поблагодарил всех сотрудников генпрокуратуры, МВД и СБУ, которые способствовали раскрытию дела. Виктор Ющенко отметил, что десятки нераскрытых громких убийств «лежат пятном на Украине», добавив, что для него «раскрытие этих дел является одним из смыслов президентской жизни». Именно поэтому он принял решение о формировании национального бюро расследований, которое будет заниматься всеми громкими делами в стране.

## Гибель главного свидетеля
3 марта 2005 года генеральный прокурор Украины Святослав Пискун заявил, что его подчинённые намерены на следующее утро допросить бывшего главу МВД Юрия Кравченко. Депутат Верховной Рады Григорий Омельченко, глава парламентской комиссии по расследованию резонансных дел, в тот же день предложил немедленно арестовать Кравченко, поскольку он «находится на грани самоубийства», а также бывшего начальника Службы безопасности Украины Леонида Деркача и самого Леонида Кучму.
Но до допроса Кравченко не дожил — 4 марта 2005 года он был обнаружен мёртвым на своей даче в элитном посёлке «Золотые ворота» в Конча-Заспе под Киевом. Кравченко скончался от двух огнестрельных ранений в голову. По мнению следствия, экс-министр покончил жизнь самоубийством.
Омельченко обвинил генерального прокурора в том, что своим публичным объявлением о вызове Кравченко на допрос он фактически подтолкнул того к самоубийству, и вновь предложил арестовать Кучму. Сам Леонид Кучма, находившийся на лечении и отдыхе в Карловых Варах (Чехия), заявил о своей непричастности к случившемуся и вернулся в Киев, где дал показания в генпрокуратуре.
Фракция Коммунистической партии Украины (КПУ) в Верховной Раде заявила, что Кравченко — уже не первый из лиц, причастных к прошлой власти, которые исчезают или таинственно умирают, как бывший министр транспорта Г. Н. Кирпа (покончил с собой в декабре 2004). По их информации, пропало не менее семи[кто?] бывших руководителей МВД уровня заместителей министра и начальников управлений. КПУ настаивает на задержании и изоляции Кучмы — чтобы расследовать политические скандалы, такие как смерть Гонгадзе, а также чтобы сохранить жизнь самого Кучмы.
Ющенко обвиняют[кто?] в том, что в ходе избирательной кампании он заключил соглашение с Кучмой, гарантирующее неприкосновенность экс-президента.

## Приговор трём убийцам Гонгадзе
23 ноября 2005 года Апелляционный суд Киева принял к рассмотрению уголовное дело по обвинению Николая Протасова, Валерия Костенко и Александра Поповича в преднамеренном убийстве журналиста Георгия Гонгадзе. Слушание прошло в закрытом режиме.
19 декабря года прошло очередное слушание дела об убийстве Георгия Гонгадзе. Слушание прошло в закрытом режиме, что вызвало критику со стороны СМИ. Даже Виктор Ющенко пообещал тогда, что обратится к суду с просьбой, «чтобы эта процедура проходила открыто, чтобы там были журналисты и камеры».
9 января 2006 года Апелляционный суд Киева начал рассмотрение по существу уголовного дела об убийстве журналиста Георгия Гонгадзе. Рассмотрение уголовного дела было решено провести в открытом режиме. Однако и это судебное заседание проходило без присутствия прессы, поскольку зал оказался слишком мал. Собравшиеся в здании суда журналисты прорвались в зал во время объявленного председательствующей судьёй Ириной Григорьевой перерыва. Представители СМИ отказались подчиниться требованию конвоя, покинуть зал, заявляя, что процесс открытый, поэтому они имеют полное право присутствовать на слушании. Конвоиры пытались выдворить журналистов силой, используя резиновые дубинки. Журналисты написали коллективное заявление в милицию с требованием возбудить уголовное дело по факту препятствования журналистской деятельности (ст. 171 УК Украины) со стороны охранявшего подсудимых конвоя, передаёт УНИАН. Был объявлен ещё один перерыв, после чего коллегия Судебной палаты по уголовным делам Апелляционного суда города Киева приняла решение перенести рассмотрение дела об убийстве журналиста Георгия Гонгадзе на 23 января. Причиной переноса рассмотрения дела стал гипертонический криз у одного из подсудимых.
29 августа мать погибшего, Леся Гонгадзе, заявила, что отказывается от участия в дальнейших процессах, поскольку не доверяет ни ходу расследования, ни суду (Интерфакс-Украина, 29.08.2006, со ссылкой на «Немецкую волну»).
12 июня 2007 года Апелляционный суд Киева продолжил рассмотрение дела об исполнителях убийства журналиста Георгия Гонгадзе в открытом режиме.
25 июня Апелляционный суд Киева продолжил рассмотрение дела об исполнителях убийства журналиста Георгия Гонгадзе в открытом режиме. Планируется, что заседания будут проходить до 20 июля, а затем суд объявит на некоторое время перерыв по делу. В убийстве журналиста обвиняются три бывших сотрудника Департамента внешнего наблюдения и уголовной разведки МВД Валерий Костенко, Николай Протасов и Александр Попович. Ещё один обвиняемый — бывший руководитель упомянутого департамента МВД Алексей Пукач — находится в розыске.
15 марта 2008 года Апелляционный суд Киева приговорил обвиняемых в убийстве Георгия Гонгадзе Николая Протасова к 13 годам лишения свободы, Валерия Костенко и Александра Поповича к 12 годам лишения свободы; 8 июля того же года Верховный суд Украины оставил приговор без изменения. Николай Протасов скончался в Менской колонии в апреле 2015 года.

## Арест и показания генерала Пукача
22 июля 2009 года задержанный накануне украинскими правоохранительными органами бывший руководитель департамента внешнего наблюдения и криминальной разведки МВД Украины генерал Алексей Пукач признал свою причастность к убийству Георгия Гонгадзе и назвал имена заказчиков, согласно заявлению заместителя главы Службы безопасности Украины Василия Грицака.
24 июля Генеральная прокуратура Украины предъявила Пукачу обвинения в убийстве Гонгадзе и ряде других преступлений, таких как похищение Подольского и уничтожение документов. Следователи проверяют его показания относительно местонахождения головы убитого журналиста. Генеральный прокурор Украины Александр Медведько заявил, что на данный момент голову ещё не нашли, а также отказался комментировать информацию о заказчиках убийства, сославшись на тайну следствия.
28 июля в селе Сухолесы (Белоцерковский район), на месте, указанном во время допроса Алексеем Пукачом, были найдены фрагменты черепа, предположительно принадлежащие Георгию Гонгадзе; там же 31 июля экспертами были найдены резиновые перчатки, в которых Алексей Пукач осенью 2000 года мог обезглавливать труп журналиста.
10 сентября 2010 года, по данным издания «Зеркало недели», досудебное следствие в деле по обвинению Алексея Пукача в убийстве журналиста Георгия Гонгадзе закончено. По данным ЗН, кроме бывшего начальника департамента наружного наблюдения МВД Украины Алексея Пукача, других обвиняемых нет.
Генпрокуратура Украины установила, что приказ на убийство Гонгадзе отдал министр внутренних дел Юрий Кравченко.

…Примерно 13—14 сентября 2000 года в своем служебном кабинете в городе Киеве по улице Богомольца, 10 министр внутренних дел Кравченко Ю. Ф. устно отдал начальнику ГУКП МВД Украины Пукачу А. П. явно преступный приказ — убить журналиста Гонгадзе Г. Р. для прекращения таким образом журналистской деятельности

## Дело против Кучмы
Большинство исследователей считает, что тогдашний президент Украины Леонид Кучма приказал тогдашнему министру МВД Кравченко похитить и силой выдворить Гонгадзе из Украины в Чечню. Остаётся неясным, кто и почему приказал убить Гонгадзе.
22 марта 2011 года заместитель генерального прокурора Ренат Кузьмин заявил, что против Леонида Кучмы возбуждено уголовное дело по подозрению в причастности к убийству Гонгадзе. Ему был ограничен выезд за пределы Украины. На следующий день он прибыл на допрос в генпрокуратуру, но отказался от очной ставки с Николаем Мельниченко.
24 марта у Кучмы была очная ставка с Алексем Пукачем, после которой ему были выдвинуты обвинения. По его словам, обвинение базируется на плёнках и показаниях Николая Мельниченко и Александра Мороза. 4 апреля всё-таки состоялась очная ставка Кучмы и Мельниченко. 26 апреля было объявлено о завершении расследования.
21 октября 2011 года конституционный суд обнародовал решение, согласно которому обвинение в совершении преступления не может основываться на данных, полученных незаконным путём. 14 декабря того же года Печерский суд Киева отменил постановление генпрокуратуры о возбуждении уголовного дела в отношении Кучмы, признав возбуждение дела незаконным.

## Приговор Пукачу
29 января 2013 года Алексей Пукач приговорён к пожизненному лишению свободы за убийство Георгия Гонгадзе. В приговоре было отмечено, что Пукач частично признал свою вину: он сообщил, что получил приказ вести наблюдение и убить Гонгадзе лично от тогдашнего министра внутренних дел Украины Юрия Кравченко.
Тем не менее, Пукач заявил, что смерть Гонгадзе была несчастным случаем. По его словам, он набросил ремень на шею журналисту, чтобы напугать, а смерть была несчастным случаем, поскольку ремень случайно переломал хрящ на шее Гонгадзе. После оглашения приговора Пукач заявил, что согласится с ним лишь в том случае, если в одной клетке с ним окажутся Леонид Кучма и Владимир Литвин.
Представитель интересов вдовы журналиста Мирославы Гонгадзе Валентина Теличенко заявила, что намерена настаивать на расследовании в дальнейшем дела экс-главы МВД Юрия Кравченко. Мать журналиста Леся Гонгадзе назвала приговор «большой точкой с концами в воду» — «чтобы никто и никогда не смог назвать заказчиков, которые на самом деле хотели уничтожить» её сына.
ОБСЕ и США призвали украинскую власть найти заказчиков убийства.

## Политические последствия
Мельниченко, который, как утверждается, записал аудио переговоров Леонида Кучмы, работал на руководство украинских служб безопасности, а позднее сотрудничал с их российскими коллегами. В результате «кучмагейта» ослабло политическое влияние Кучмы и ухудшились его отношения с США, чем воспользовался президент России Владимир Путин — Кучма согласился на участие Украины в мероприятиях экономической реинтеграции стран бывшего СССР.